# Karen Ryan
Karen Ann Ryan (* 19. Januar 1984 in Rockville Centre, New York) ist eine US-amerikanische Filmproduzentin.

## Leben
Karen Ryan besuchte die Syracuse University Newhouse School, wo sie 2006 ihren Abschluss machte. Anschließend begann sie als Produktionsleiterin zu arbeiten. Unter anderem betreute sie Rapunzel – Neu verföhnt (2010), Baymax – Riesiges Robowabohu (2014) und Vaiana (2016). Für die Produktion der Fernsehserie My Generation wurde sie bei der Daytime-Emmy-Verleihung 2011, 2012 und 2013 für einen Emmy nominiert.
Als Produzentin des Animationsfilms Nimona erhielt sie bei der Oscarverleihung 2024 eine Nominierung für den Besten Animationsfilm. Im Film selbst synchronisierte sie mehrere Rollen.